# Пісківська селищна рада
Піскі́вська се́лищна ра́да — адміністративно-територіальна одиниця та орган місцевого самоврядування в Бучанському районі Київської області. Адміністративний центр — селище міського типу Пісківка.

## Загальні відомості
- Територія ради: 48 км²
- Населення ради: 7325 осіб (станом на 2001 рік)
- Територією ради протікає р. Пісківка

## Населені пункти
Селищній раді підпорядковані населені пункти:
- смт Пісківка
- с. Раска
- с. Мигалки

## Склад ради
Рада складається з 26 депутатів та голови.
- Голова ради: Стеценко Надія Антонівна

### Керівний склад попередніх скликань
| Прізвище, ім'я, по батькові | Основні відомості                                                | Дата обрання | Дата звільнення |
| --------------------------- | ---------------------------------------------------------------- | ------------ | --------------- |
| Гузюк Олександр Васильович  | Селищний голова, 1966 року народження, безпартійний              | 26.03.2006   | 31.08.2007      |
| Стеценко Надія Антонівна    | Селищний голова, 1956 року народження, освіта середня спеціальна | 31.10.2010   | 25.10.2015      |

Примітка: таблиця складена за даними сайту Верховної Ради України

### Депутати
За результатами місцевих виборів 2015 року депутатами ради стали:

#### За суб'єктами висування
| Суб'єкт висування | Кількість обраних депутатів | %     |
| ----------------- | --------------------------- | ----- |
| Самовисування     | 25                          | 96.15 |
| ВО «Батьківщина»  | 1                           | 3.85  |